# Рейнский гарантийный пакт
Рейнский гарантийный пакт — пакт о неприкосновенности германо-французских и германо-бельгийских границ и сохранении демилитаризации Рейнской зоны, подписанный в 1925 году в рамках Локарнских договоров; гарантами пакта выступали Великобритания и Италия. Относительно своих восточных границ Германия обязательств не давала. В марте 1936 года Германия расторгла локарнские договоры и ремилитаризовала Рейнскую зону.
Пакт предложил министр иностранных дел Франции Аристид Бриан, в надежде утвердить принципы мирного существования. Опираясь на опыт подписания арбитражных соглашений между США и европейскими государствами в начале двадцатого века, а также на знаменитую программу из 14 пунктов Вудро Вильсона, Бриан призвал американское правительство поддержать инициативу Франции заключить между всеми заинтересованными странами договор о вечной дружбе и отказе от войны как средства решения спорных вопросов. Положительный ответ пришел из Вашингтона от государственного секретаря США Ф. Келлога. В результате 13 государств подписали пакт, включая СССР (ранее отказавшийся его поддержать). Они взяли на себя обязательство урегулировать конфликты только мирным путём. Вступление немецких войск в Рейскую демилитаризованную зону (1936) фактически превратило пакт Бриана — Келлога, как заявил Адольф Гитлер, в «простой клочок бумаги».